# Tetrastichus mirus
Tetrastichus mirus är en stekelart som beskrevs av Kostjukov 1978. Tetrastichus mirus ingår i släktet Tetrastichus och familjen finglanssteklar. Inga underarter finns listade i Catalogue of Life.